# Morigny-Champigny
Morigny-Champigny település Franciaországban, Essonne megyében. Lakosainak száma 4435 fő (2022. január 1.). Morigny-Champigny Étréchy, Auvers-Saint-Georges, Bouville, Brières-les-Scellés, Étampes, La Forêt-Sainte-Croix és Puiselet-le-Marais községekkel határos.

## Népesség
A település népességének változása:
| Lakosok száma | 4388 | 4373 | 4473 | 4346 | 4340 | 4346 | 4376 | 4405 | 4435 |
|               | 2013 | 2015 | 2016 | 2017 | 2018 | 2019 | 2020 | 2021 | 2022 |